# Chambardia wissmanni
Chambardia wissmanni е вид мида от семейство Iridinidae. Видът не е застрашен от изчезване.

## Разпространение и местообитание
Разпространен е в Ангола, Бенин, Буркина Фасо, Бурунди, Габон, Гамбия, Гана, Гвинея-Бисау, Демократична република Конго, Замбия, Камерун, Кот д'Ивоар, Мавритания, Мали, Нигер, Сенегал, Сиера Леоне, Того и Централноафриканска република.
Обитава сладководни басейни и реки.